# Saluto vulcaniano

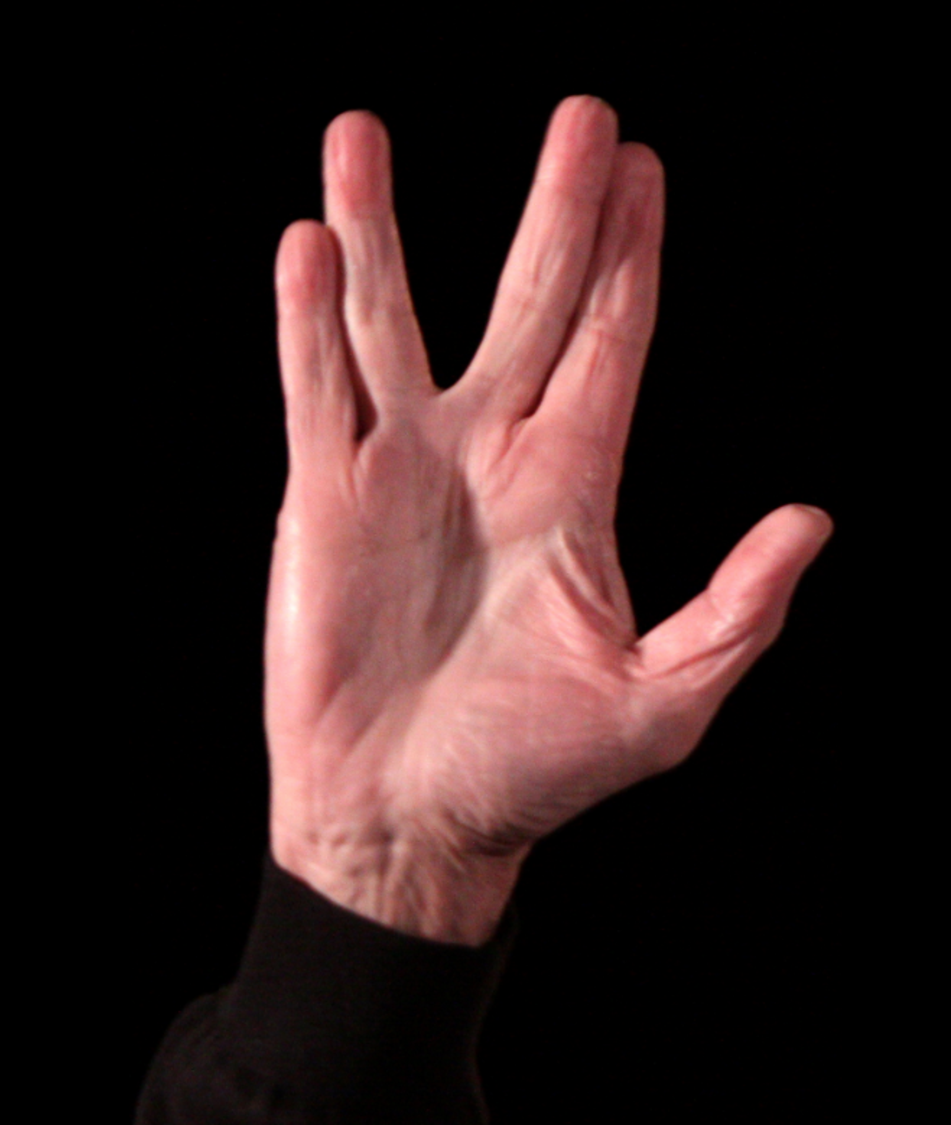
Saluto vulcaniano di Leonard Nimoy

Il saluto vulcaniano, o in lingua vulcaniana Ta'al, è un saluto proprio della specie aliena immaginaria dei Vulcaniani, nell'universo fantascientifico di Star Trek. Consiste nel sollevare la mano aperta con il palmo in avanti e le dita distese a formare una V, lasciando uno spazio tra il medio e l'anulare. Tipicamente il gesto è accompagnato dalla celebre frase: "Lunga vita e prosperità".
Il gesto col tempo è diventato molto popolare, divenendo celebre anche tra chi non è un fan di Star Trek.

## Storia
Il saluto è stato ideato dall'attore Leonard Nimoy, che nella serie ha interpretato il personaggio del signor Spock. Il gesto è stato introdotto nel 1967 nel primo episodio della seconda stagione di Star Trek, Il duello. In un'intervista al New York Times nel 1968, descrisse il gesto come una "versione a due dita del segno di vittoria di Churchill".
In un'intervista del 2013 al National Yiddish Book Center ne spiegò l'origine. Nimoy disse che vide tale gesto quando era bambino. Era con la famiglia in una sinagoga di Boston: durante una funzione religiosa, cinque o sei persone avevano iniziato a intonare la Shekhinah. Il padre gli intimò di non guardare, ma non obbedì: quelle persone avevano le braccia protese verso il pubblico e le facevano quello che sarebbe diventato il saluto vulcaniano.

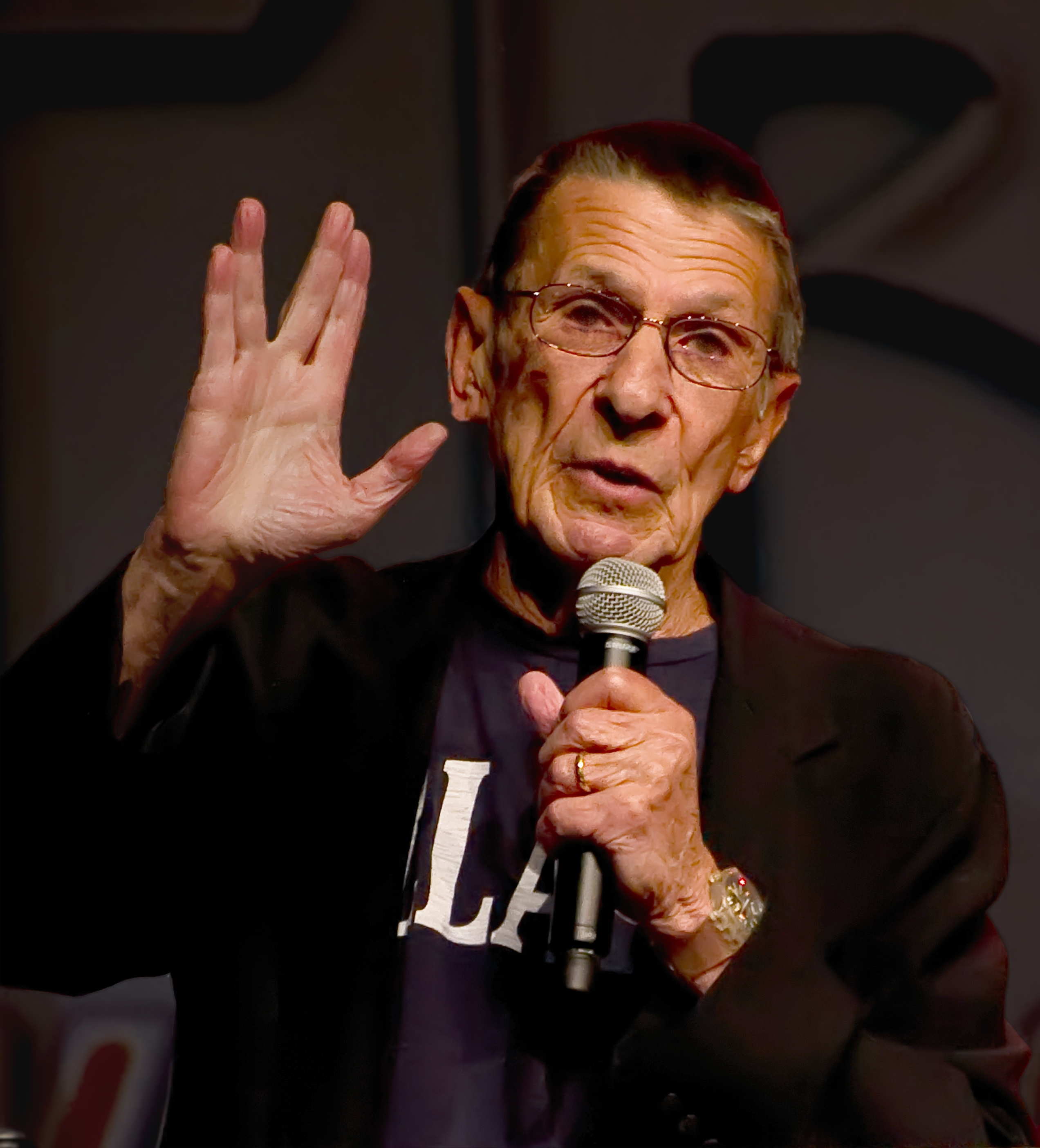
Leonard Nimoy fa il saluto vulcaniano nel 2011 alla convention di Star Trek di Los Angeles nel 2011
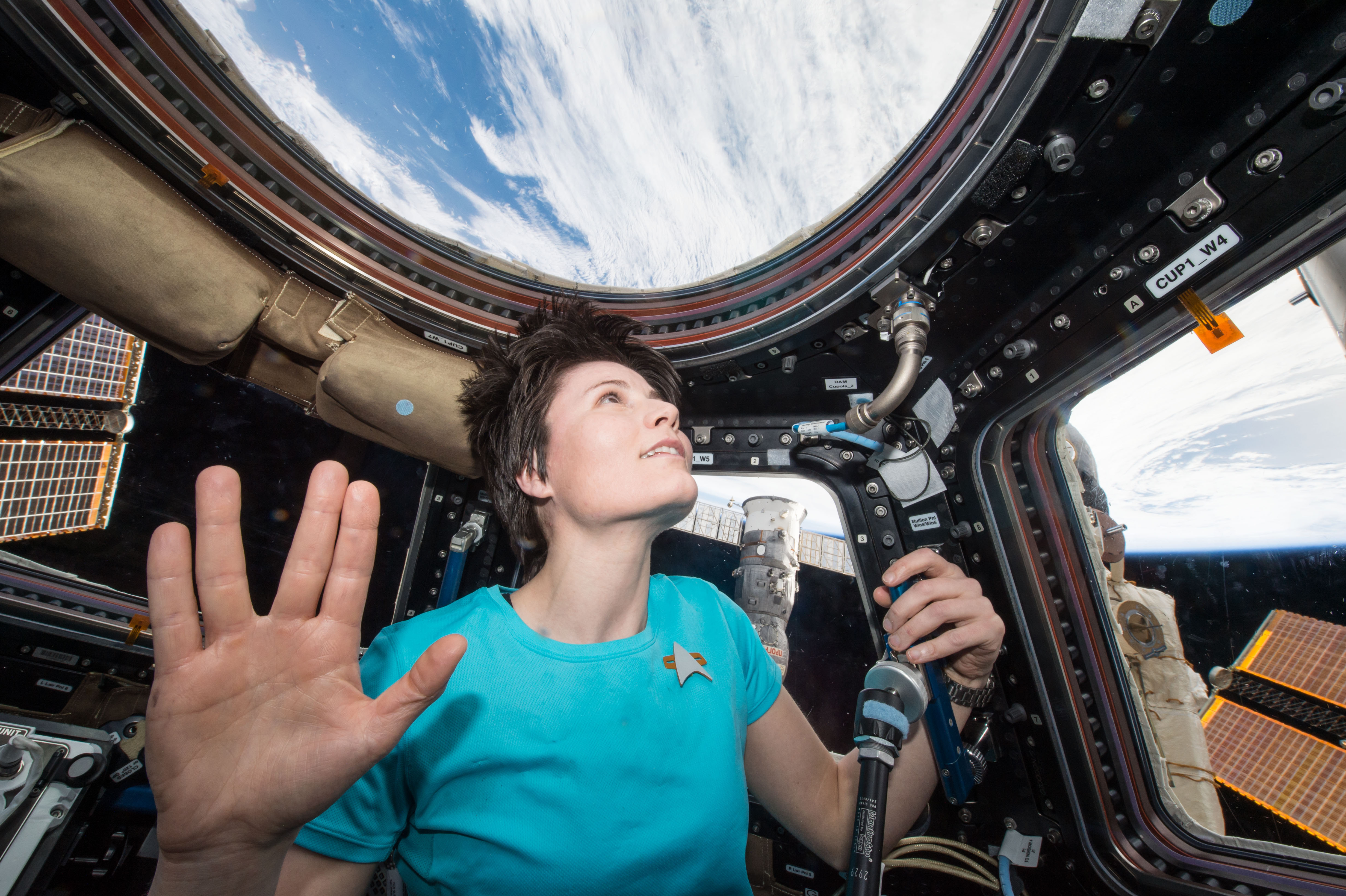
Samantha Cristoforetti fa il saluto vulcaniano nel 2015 a bordo della ISS
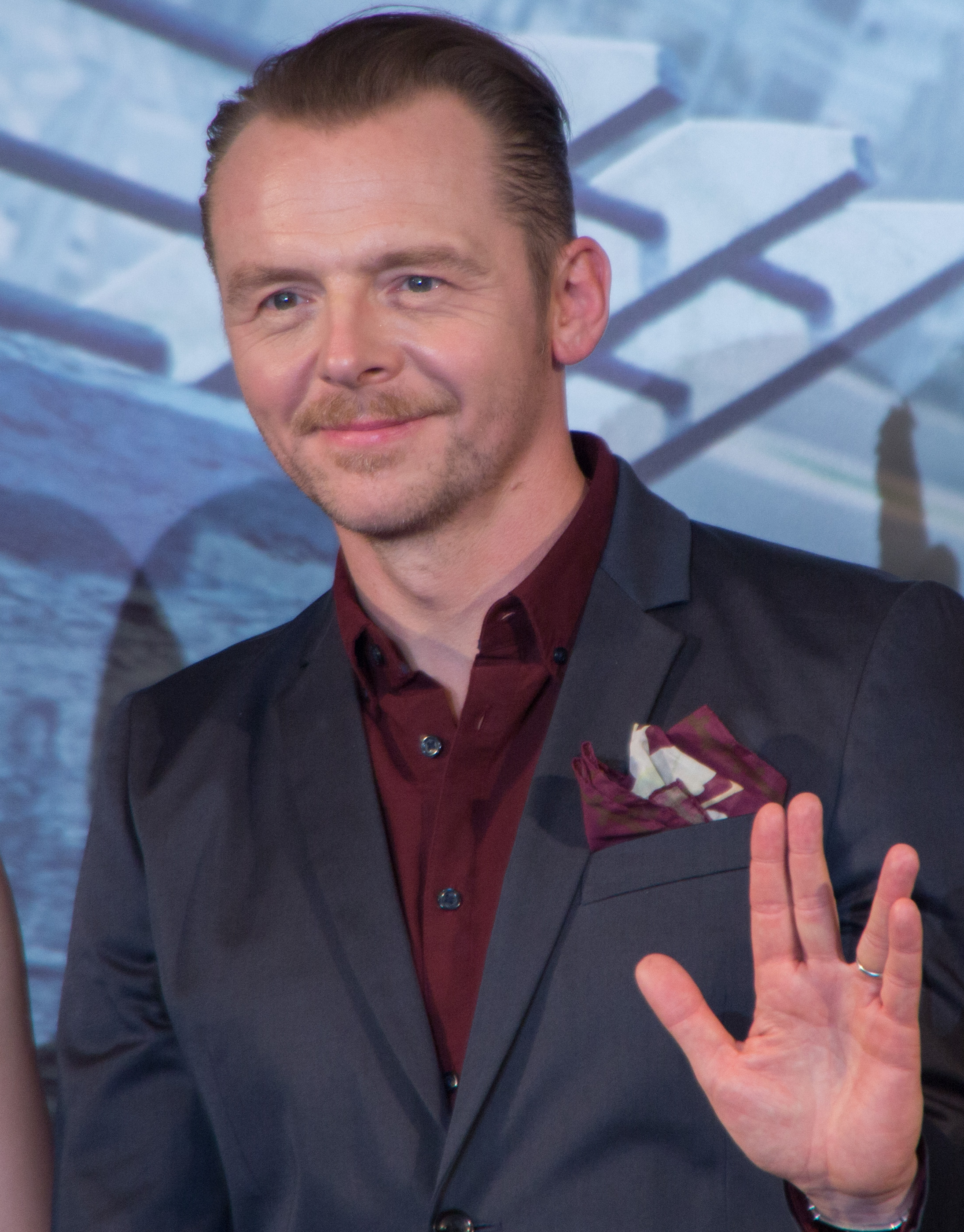
Simon Pegg fa il saluto vulcaniano nel 2016 durante la presentazione del film Star Trek Beyond
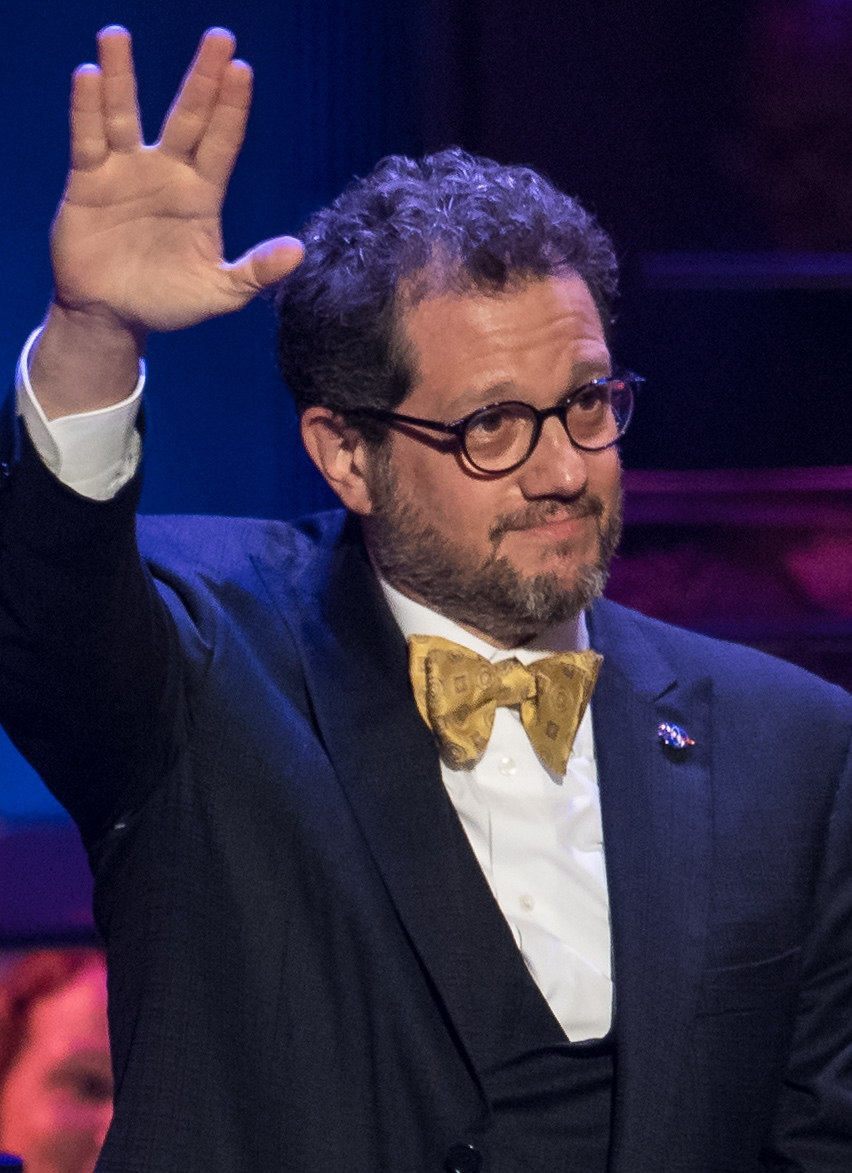
Il compositore Michael Giacchino fa il saluto vulcaniano all'evento della NASA Space, the Next Frontier, nel 2018
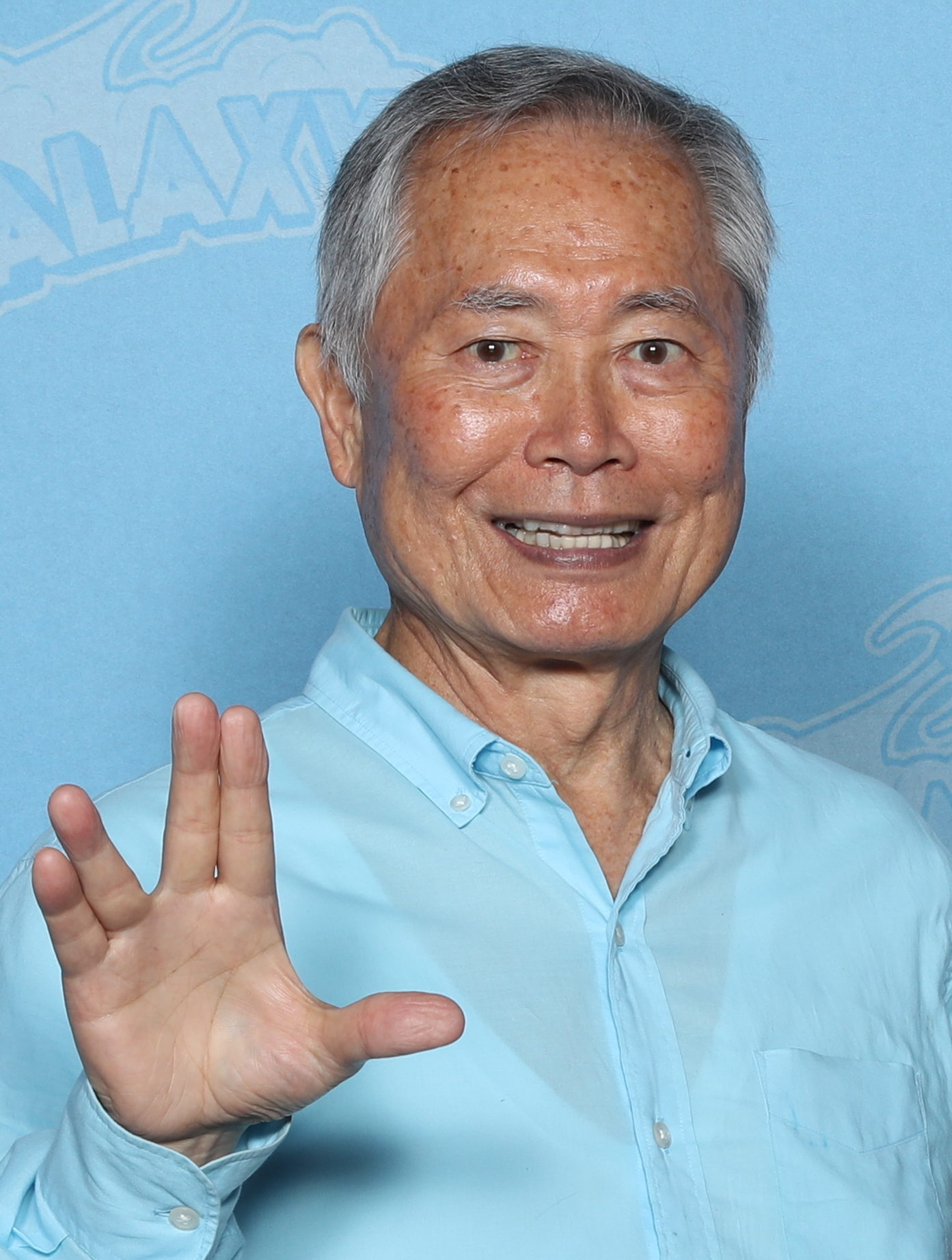
George Takei fa il saluto vulcaniano al GalaxyCon di Raleigh nel 2019

## Altri media

Emojii del saluto vulcaniano

- Il gesto è divenuto così popolare da essere incluso il 16 giugno 2014 nella versione 7 dello standard Unicode come U+1F596 🖖 .[3][4]